# Danny Johnson (Fußballspieler)
Daniel „Danny“ Johnson (* 28. Februar 1993 in Middlesbrough) ist ein englischer Fußballspieler, der bei Leyton Orient unter Vertrag steht.

## Karriere
Danny Johnson begann seine Karriere in seiner Geburtsstadt beim FC Middlesbrough. In seiner Jugend war er zudem im 12 km entfernten Hartlepool bei Hartlepool United aktiv. Als 18-Jähriger spielte er für ein Jahr in Spanien bei Real Murcia, bevor er zurück nach England kam. Nach seiner Rückkehr spielte er bei Harrogate Town und Billingham Synthonia in der National League. Im Jahr 2013 kam er zu Guisborough Town. Danach nahm ihn Cardiff City unter Vertrag. Der walisische Verein verlieh ihn in den folgenden beiden Jahren nach seiner Verpflichtung an die Tranmere Rovers und dem FC Stevenage. Für beide Vereine absolvierte er jeweils vier Ligaspiele in der 4. Liga. Im Juli 2015 wechselte Johnson zum englischen Fünftligisten FC Gateshead. In den folgenden drei Jahren erzielte Johnson in 110 Ligaspielen 44 Tore. Nach drei Spielzeiten in Gateshead wechselte der 25-Jährige Johnson im Juni 2018 zum FC Motherwell in die Scottish Premiership. Nach einer Saison in Motherwell, wechselte Johnson zum Erstligaabsteiger FC Dundee. Ein halbes Jahr später, im Januar 2020 wechselte er zum englischen Viertligisten Leyton Orient.